# Paraskeva Pyatnitsa

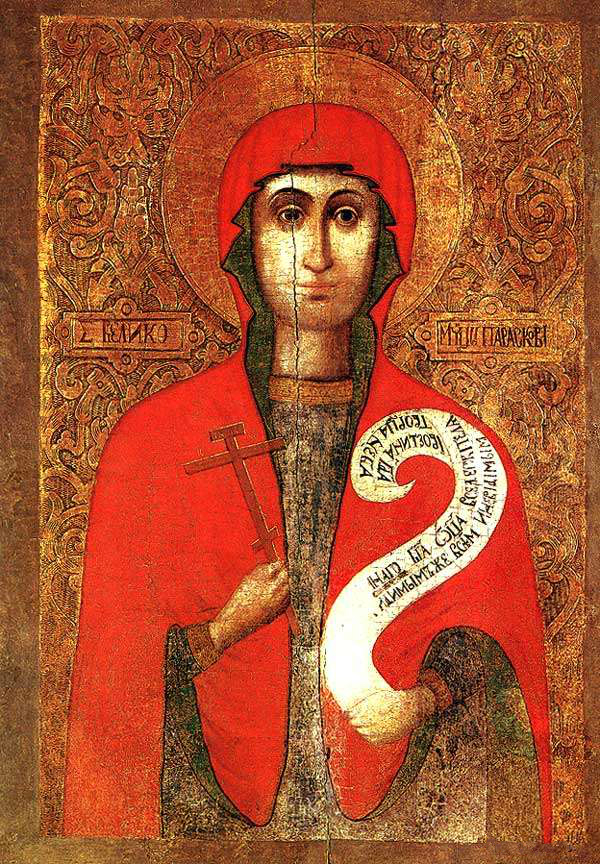
Heilige Paraskeva Pyatnitsa, zweite Hälfte des 16. Jahrhunderts, Eitempera, Nationalmuseum für Kunst in Minsk

Paraskeva Pyatnitsa (auch Paraskeva aus Ikonion, Paraskevi, Praskovia, Praskovie, Parascheva, Paraschiva; * in Ikonion (heute Konya in der Türkei) in Lykaonien; † vor 305 daselbst) war eine junge Christin, die unter dem römischen Kaiser Diokletian gemartert und schließlich in Ikonion enthauptet wurde. Von der Russisch-Orthodoxen Kirche wird sie am 28. Oktober verehrt. Sie gilt als Schutzheilige der Frauenarbeit und des Handels.

## Name
Seit der Antike wird die heilige Paraskeva Pyatnitsa unter den Slawen besonders verehrt. Dem griechischen Namen Paraskeva (griech.: Παρασκευή), der wörtlich übersetzt „Vorbereitung“ auf den Sabbath, d. h. „Freitag“ bedeutet und auf den Karfreitag als Tag der Passion Christi hindeutet, wurde die russische Übersetzung Pyatnitsa (russisch (пятница) – „Freitag“) dazugefügt. Nach den Legenden der Orthodoxen Kirchen wurde Paraskeva Pyatnitsa an einem Freitag getauft und erhielt in Erinnerung an beide zuvor genannten Ereignisse ihren Namen.

## Hagiographie

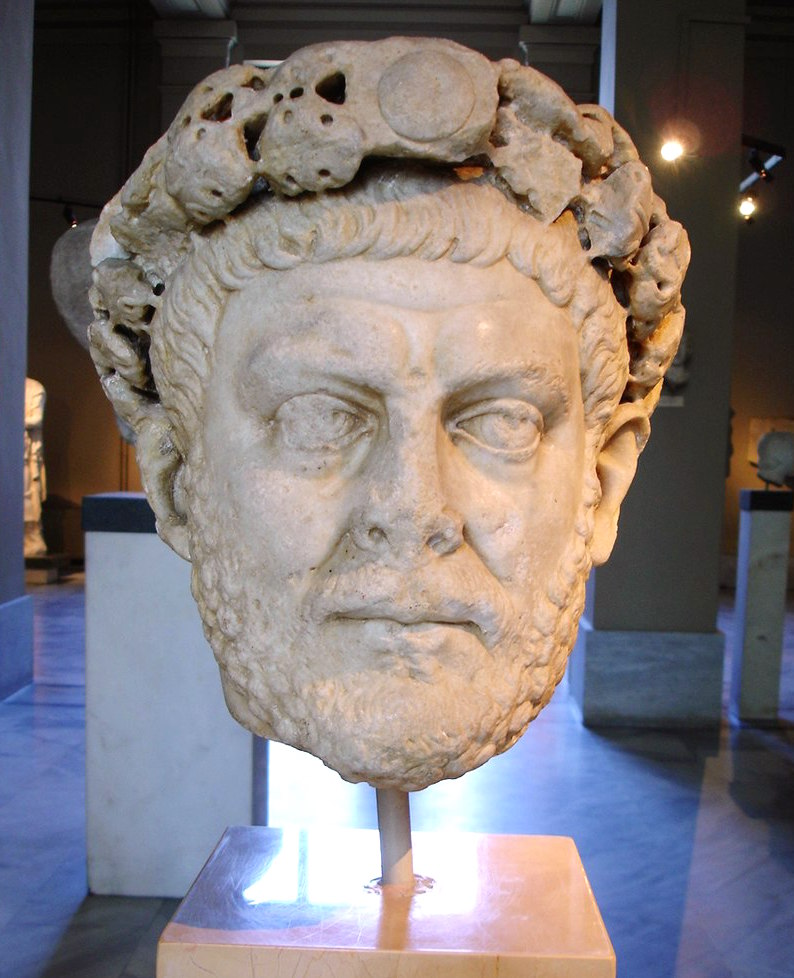
Büste Diokletians im Archäologischen Museum Istanbul

Paraskeva Pyatnitsa wurde während der Regierungszeit des römischen Kaisers Diokletian (284–305) in der Stadt Ikonion in der römischen Provinz Lykaonien in der Familie eines reichen „Synkletikos“ (Senators) geboren.
In das Christentum wurde sie von ihren Eltern eingeführt. Als diese starben als sie noch sehr jung war, erbte sie ein beachtliches Vermögen. Anstatt das Vermögen für Luxus und Genuss auszugeben, half sie Bedürftigen, indem sie Nahrung für die Hungernden und Obdachlosen und Kleidung für diejenigen zur Verfügung stellte, die sich diese nicht leisten konnten. Sie war dem Christentum so hingegeben, dass sie sich entschied, Jungfrau zu bleiben, und begann, auch andere Menschen in ihrer Umgebung mit dem Christentum vertraut zu machen. Zu jener Zeit aber war das Christentum noch eine umstrittene Besonderheit im Römischen Reich und Christen wurden häufig verfolgt.
Als der Kaiser Diokletian 303 eine Christenverfolgung begann, befahl er Aetia, Gouverneur von Lykaonien, die Christen in den ihm unterliegenden Städten zu verfolgen und zu foltern, um den christlichen Glauben auszurotten.

### Verfolgung unter Diokletian

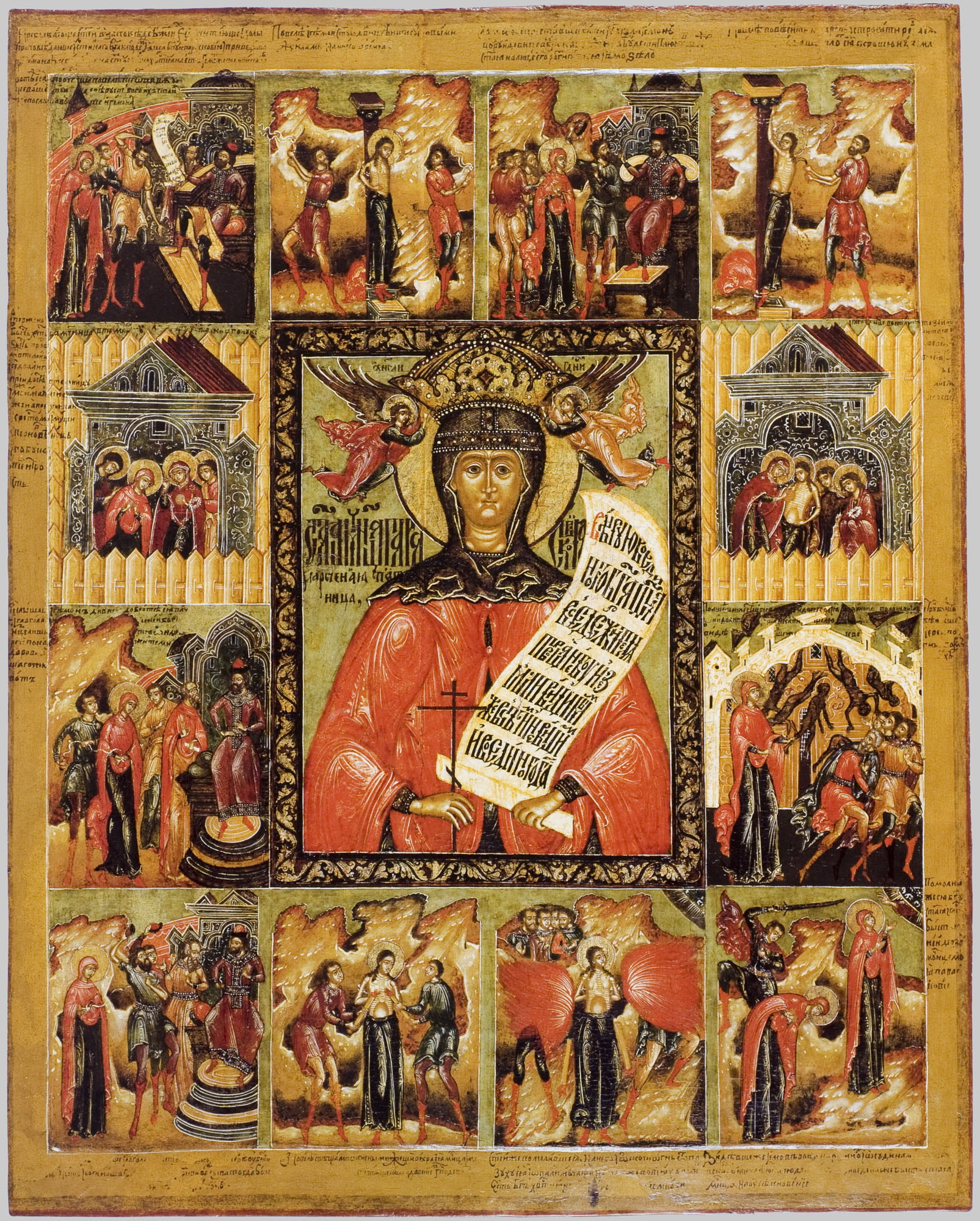
Paraskeva Pyatnitsa mit zwölf Szenen aus ihrem Leben, russische Ikone aus dem 17. Jahrhundert

Als Aetia in Ikonion ankam, verneigten sich die Ältesten der Stadt, verehrten die Götter auf seinen Befehl und übergaben Paraskeva als reuelose Christin. Paraskeva wurde vor Gericht gebracht und aufgefordert, den Götter ein Opfer darzubringen, was sie jedoch strikt ablehnte. Deswegen wurde sie der Folter unterworfen. Sie wurde an einem Baum aufgehängt und mit Nägeln geschunden. Halbtot und mit bis auf die Knochen zerfetztem Fleisch wurde sie in den Kerker gesperrt. In der Nacht besuchte sie ein Engel, der alle ihre Wunden heilte.

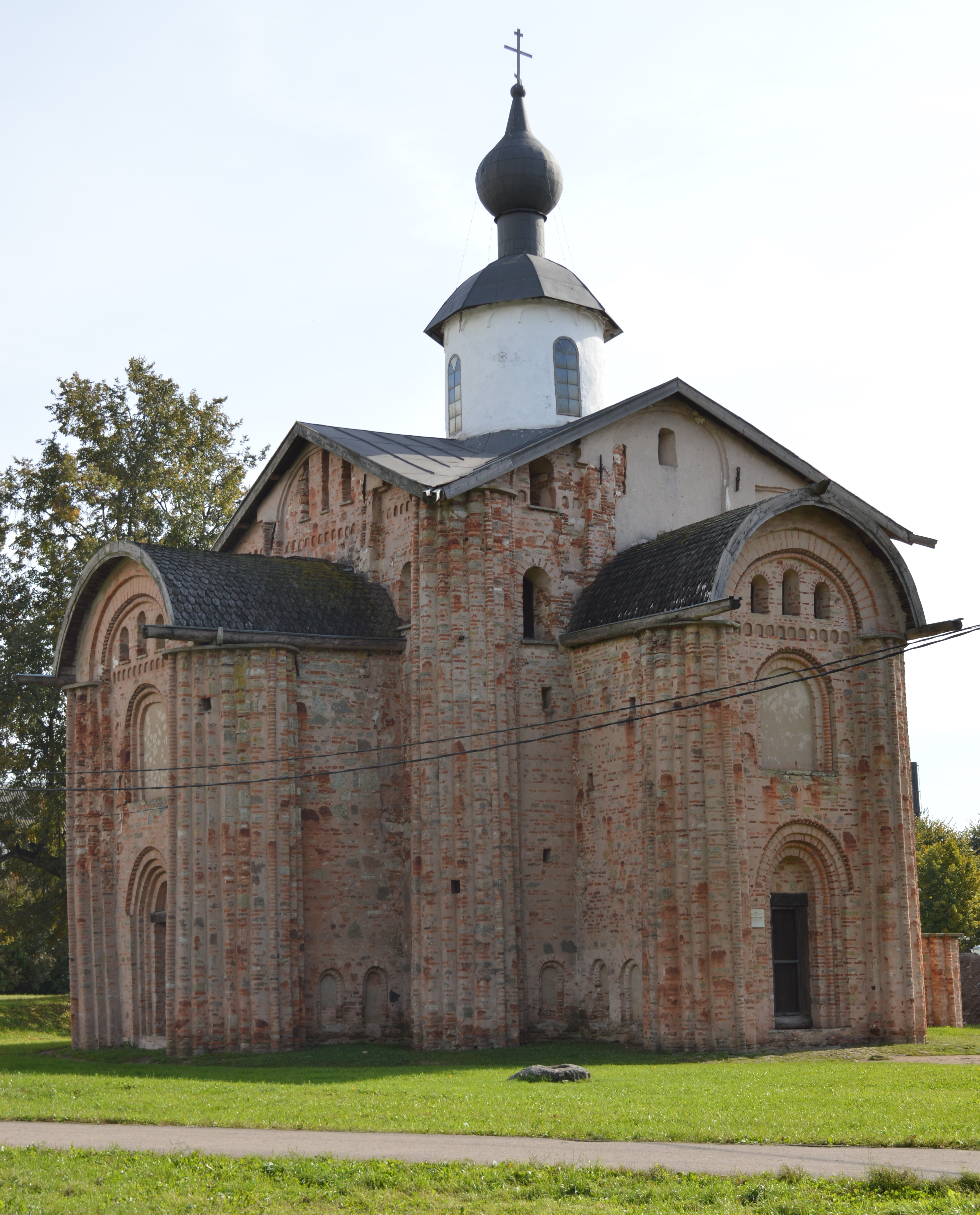
Paraskeva-Pyatnitsa-Kirche in Weliki Nowgorod

Als sie erneut vor Gericht gebracht wurde, war der Richter sehr erstaunt, dass sie sich in vollkommener Gesundheit befand. Daraufhin bat Paraskeva in den heidnischen Tempel gebracht zu werden. Der Richter, der meinte, dass sie ihre Meinung geändert hätte und sich zum Heidentum bekehren wollte, begleitete sie selbst zum Tempel. Sobald sie aber eintraten, rief sie den Namen Gottes an und alle heidnischen Götter brachen zusammen. Das ärgerte den Richter so sehr, dass er befahl, Paraskeva lebend zu verbrennen. Wieder wurde Paraskeva an einen Baum aufgehängt und mit Fackeln gesengt.
Während sie von den Flammen verschlungen wurde, betete sie weiterhin zum christlichen Gott und überlebte so die Tortur unbeschadet. Schockiert von dem, was alle sahen, begannen die Heiden an „Der christliche Gott ist großartig!“ zu rufen. Wütend befahl der Richter den Soldaten, die junge Frau zu enthaupten.
Einen Tag nach ihrem Tod soll der Richter unerwartet gestorben sein, was die Christen für eine angemessene Strafe Gottes hielten. Der Körper der Paraskeva wurde in Ikonion von den Christen gegraben und die Relikte der Heiligen Großmärtyrerin sollen zu einer Quelle der Wundertätigkeit geworden sein.
Paraskeva-Pyatnitsa-Kirchen gibt es hauptsächlich in Russland und in Polen.

## Wunder
Der Paraskeva werden viele Heilungswunder zugeschrieben. Sie soll vor ihrem Tod denjenigen Heilung, Wohlstand an Häusern, Feldern und Vieh versprochen haben, die ihr eine Gedenkstätte errichteten. Nach dem Volksglauben beschützt die Heilige fromme und glückliche Häuser. Nach dem kirchlichen Glauben ist die Heilige Paraskeva Pyatnitsa die Beschützerin von Feldern und Vieh. Deshalb ist es üblich an ihrem Festtag, Früchte in die Kirche zu bringen, um sie segnen zu lassen, die bis zum darauffolgenden Jahr aufbewahrt werden. Außerdem wird Paraskeva zum Schutz von Viehkrankheiten verehrt. Darüber hinaus ist sie auch eine Heilerin von Menschen, die an einer schweren körperlichen und/oder seelischen Krankheit leiden.

## Darstellungen

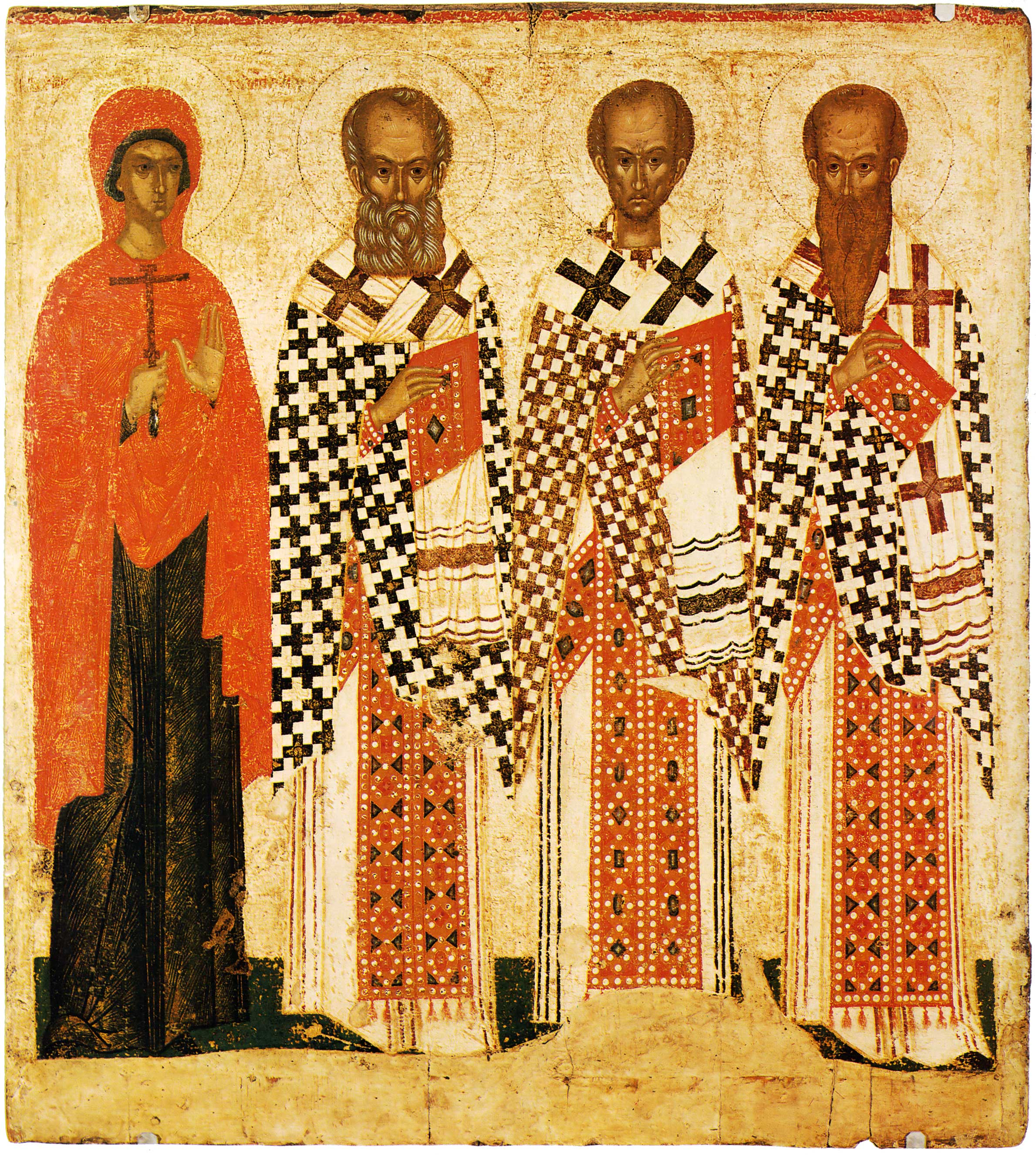
Paraskeva Pyatnitsa mit Gregor dem Theologe, Johannes Chrysostomus, Basilius der Große

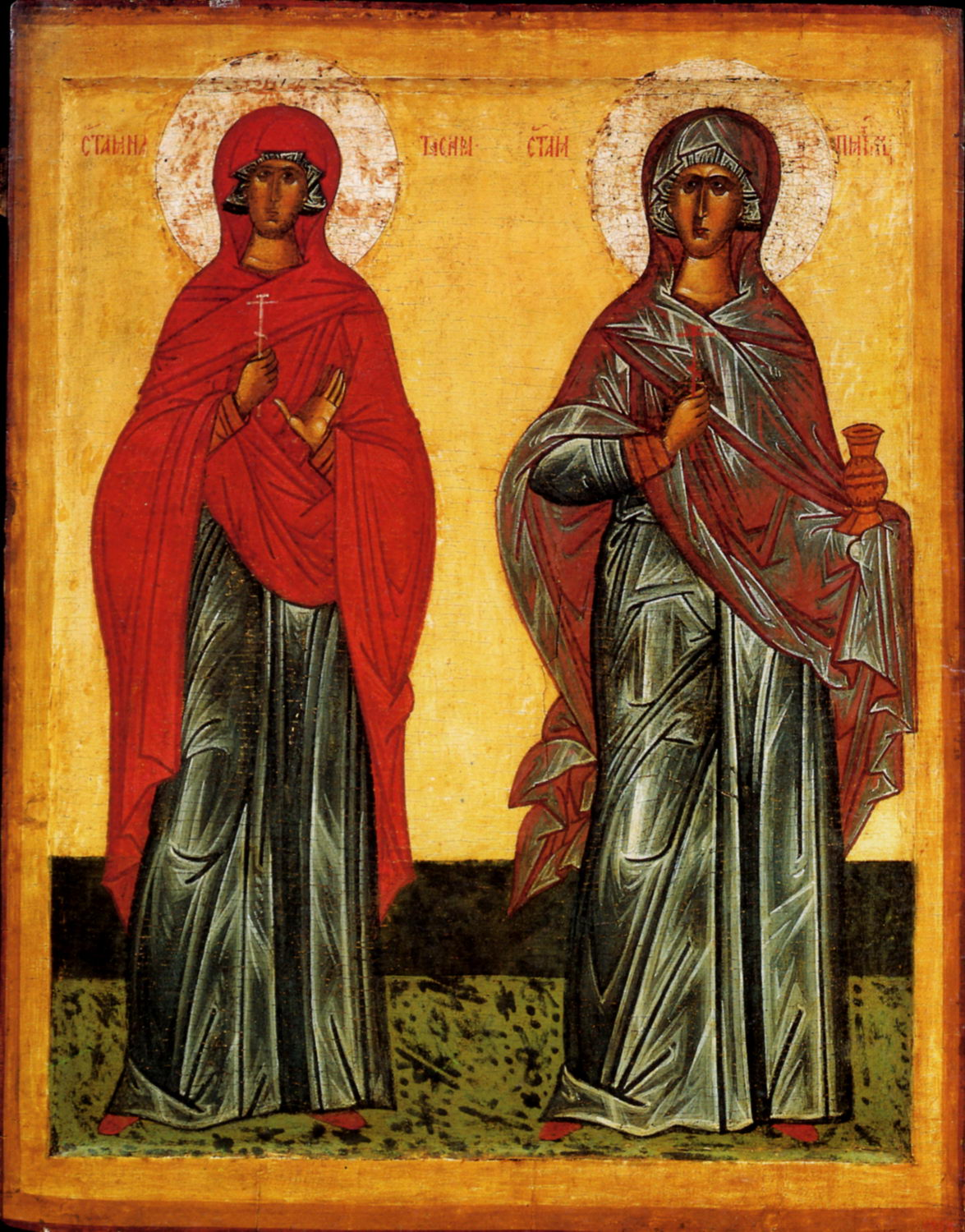
Ikone der Heiligen Paraskeva (links) und Anastasia von Sirmium (rechts), 15. Jahrhundert

In Nowgorod galt Paraskeva Pyatnitsa zusammen mit der Heiligen Anastasia ab dem 12. Jahrhundert als Schutzheilige für Handel und Messen. Überall in Nordrussland, wo freitags Markttag gehalten wurde, wurde sie mit Ikonen, Skulpturen und in den manchmal von Kaufleuten zu ihren Ehren gebauten Kirchen verehrt. Sie wird aber auch mit der Heiligen Barbara und der russischen Heiligen Juliana, der Schutzheiligen der russische Frauen bei der Heilung von Seelenkrankheiten dargestellt; manchmal auch mit männlichen Heiligen.
Während die meisten der bekannten Darstellungen nur formale Figuren sind, wird sie auch im Zentrum des Bildes mit den Ereignisses ihres Lebens insbesondere ihres Martyriums, die sie umranden, dargestellt.
Im 13./15. Jahrhundert wurde sie in der Regel als strenge Asketin mit großer Statur und einer leuchtenden Krone auf dem Kopf dar. Oft trägt sie das weiße Maphorion (Schleier), Symbol für die Keuschheit und den roten Mantel des Märtyrers. In der rechten Hand hält sie ein russisches Kreuz  als Kennzeichen des Martyriums und zum Teil in der rechten Hand eine Schriftrolle zur Bekundung ihres Glaubens.

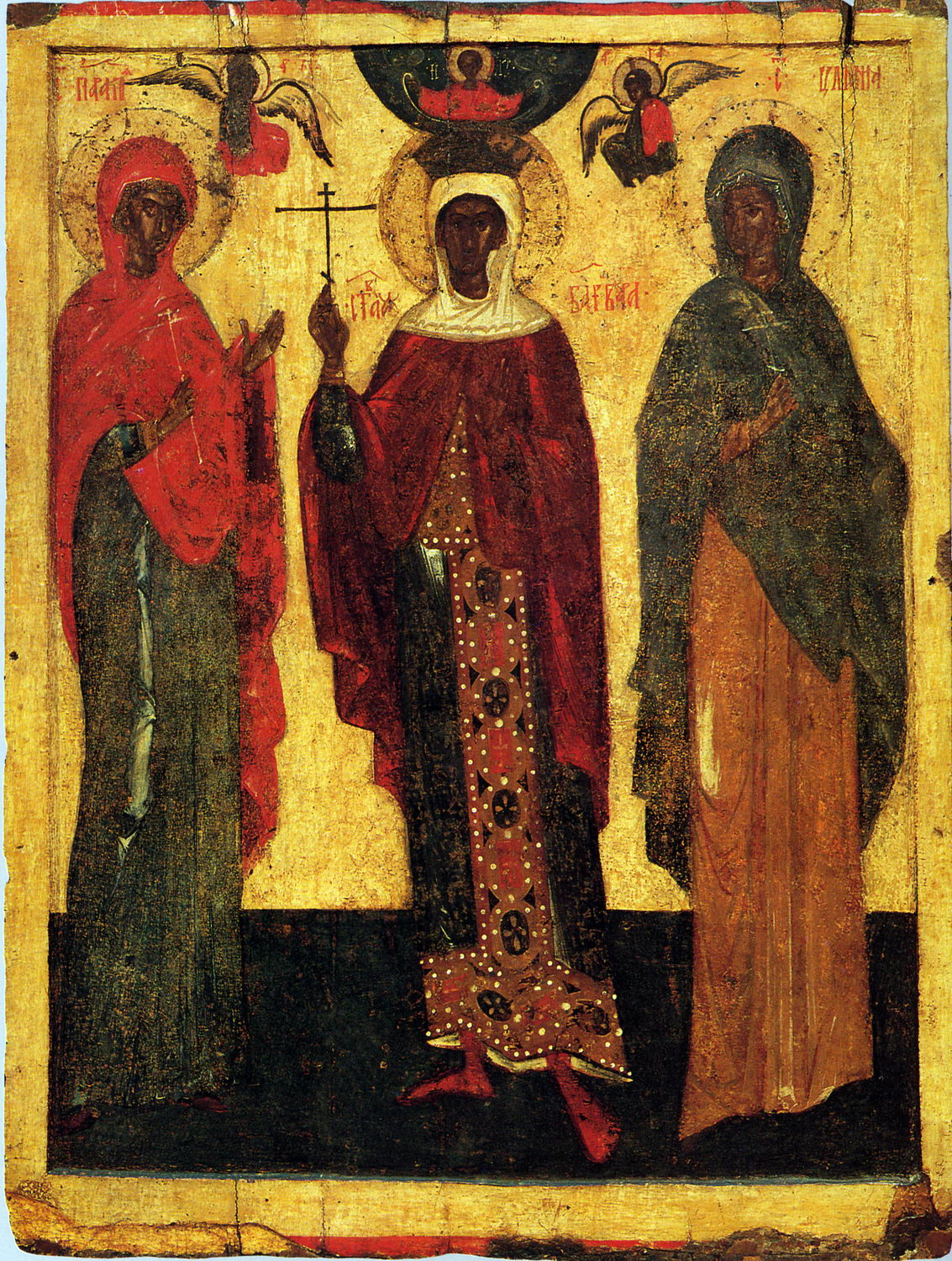
Die Heiligen Paraskeva Pyatnitsa, Barbara, Juliana; Ende des 14. Jahrhunderts
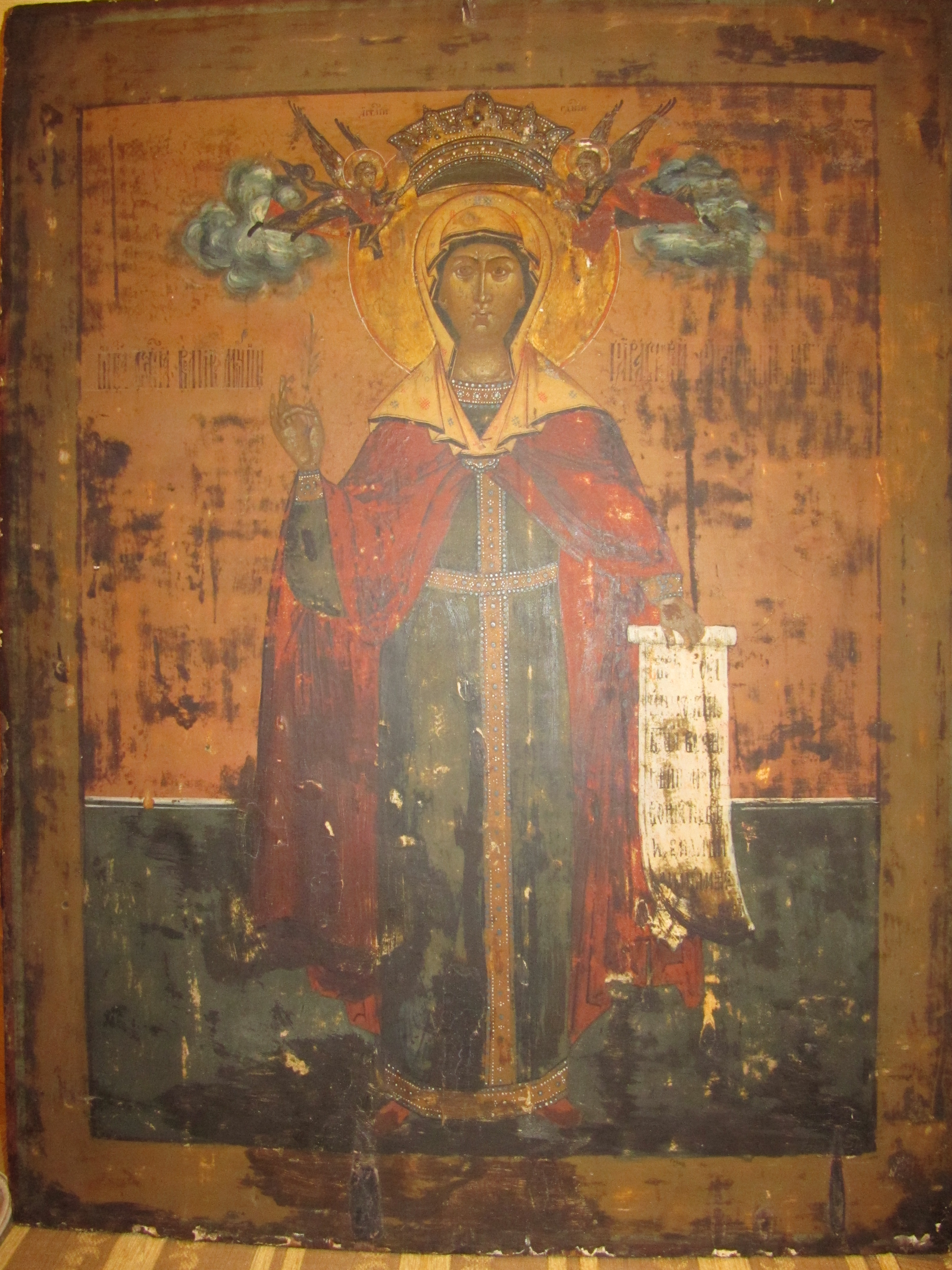
Ikone der griechischen Heiligen Paraskeva, Erzengel-Kathedrale im Kreml von Rjasan, Zentralrussland
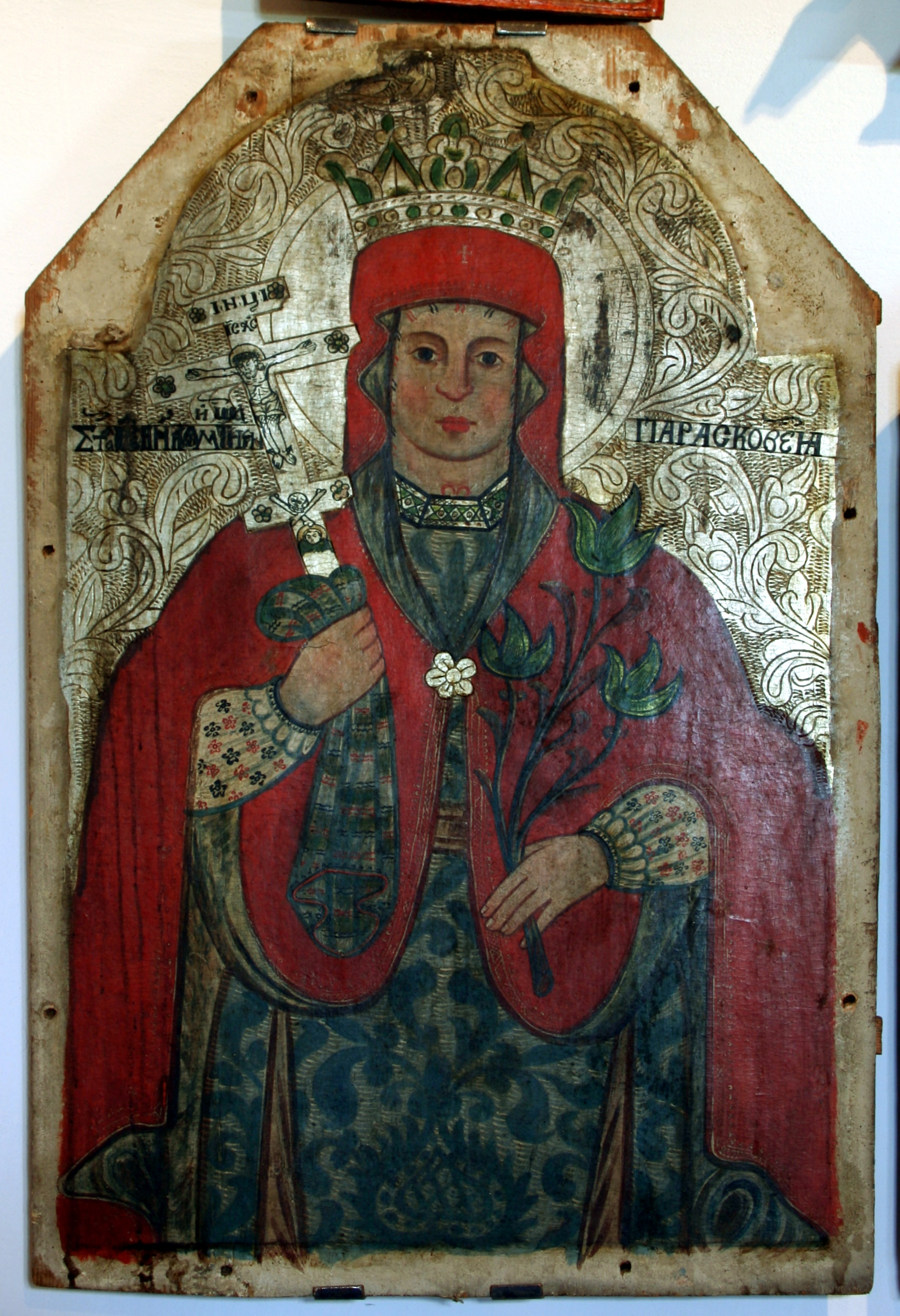
Ikone der Heiligen Paraskeva, 17. Jahrhundert, Historisches Museum in Sanok, Polen
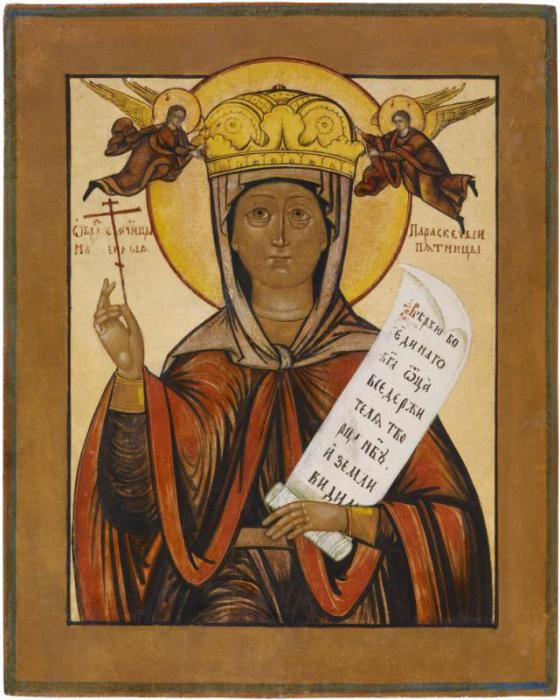
Ikone der Heiligen Paraskeva, 19. Jahrhundert, Museum in Rybinsk, Zentralrussland
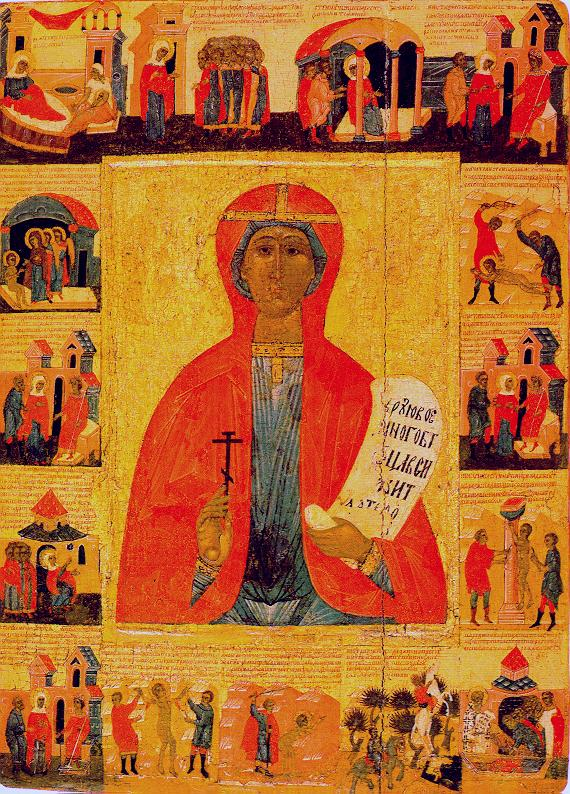
Paraskeva Pyatnitsa mit Szenen aus ihrem Leben, russische Ikone erste Hälfte des 16. Jahrhunderts

## Paraskeva in der Literatur
Der byzantinische Schriftsteller und Hagiograph Konstantin Akropolites verfasste einen Lobgesang auf sie und Johannes von Euböa (1690–1730) schrieb ihre Leidensgeschichte auf.